# مارگو (فیلم ۲۰۰۶)
مارگو (رومانیایی: Margo) یک فیلم درام رومانیایی است که در سال ۲۰۰۶ منتشر شد.

## بازیگران
- مایا مورگنشترن
- کنتستانتین دراگانسکو
- مارگارتا پوگونات
- جینا پیستول
- ولادیمیر گیتان
- والنتین اوریتسکو